# هنري فارودو

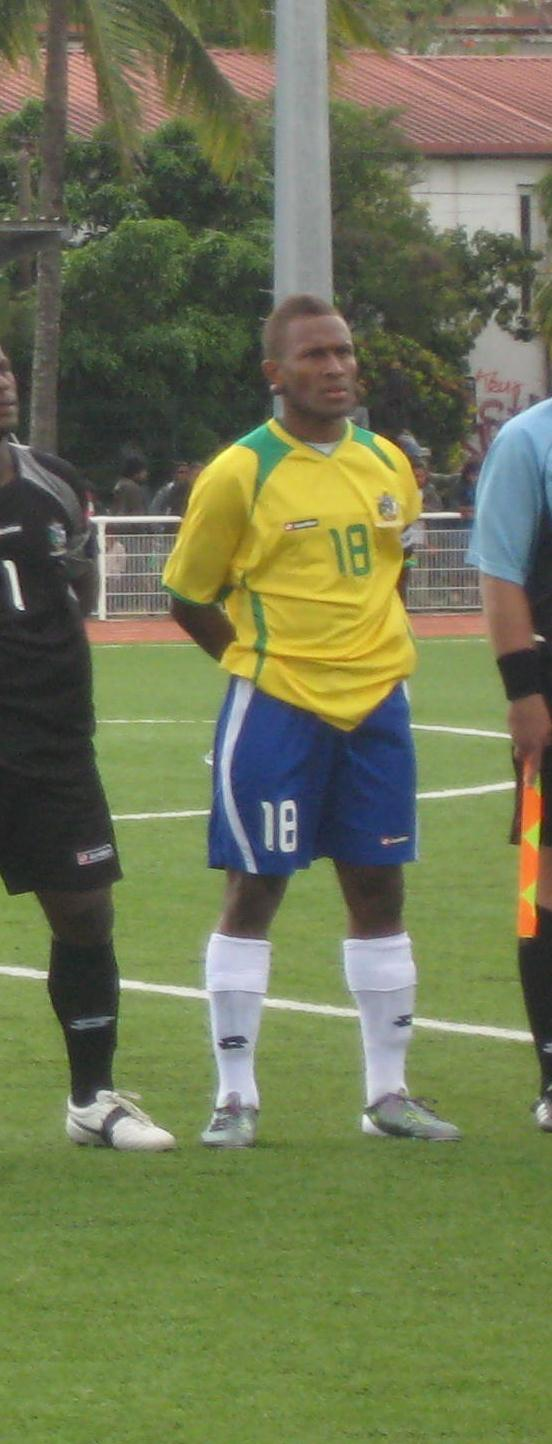

هنري صامويل لويتوو فارودو (بالإنجليزية: Henry Samuel Luito'o Fa'arodo)‏ (مواليد 5 أكتوبر 1982 في هونيارا) لاعب كرة قدم سليماني دولي يجيد اللعب في خط الهجوم . يلعب حاليا لصالح نادي هيكاري يونايتد البابوي منذ 2010 .

## روابط خارجية
- هنري فارودو على موقع الاتحاد الدولي (مؤرشف)  (الإنجليزية)
- هنري فارودو على موقع قاعدة بيانات كرة القدم.إي يو (الإنجليزية)
- هنري فارودو على موقع ناشيونال فوتبول تيمز (الإنجليزية)
- هنري فارودو على موقع Soccerway.com (الإنجليزية)
- هنري فارودو على موقع عالم كرة القدم.نت (الإنجليزية)